# Barueri
Barueri es un municipio del Estado de São Paulo ubicado en la región metropolitana de la capital homónima. Tiene un área de 64,2 km², y una población estimada en 2006 de 340 549 habitantes, lo que nos da una densidad de población de 4149,2 hab/km².
Limita con Santana de Parnaíba al norte, Osasco al este, Carapicuíba al sudeste, Jandira al sur y suroeste y Itapeví al oeste. La ciudad es atendida por la línea 8 - Diamante de la Companhia Paulista de Trens Metropolitanos (literalmente Compañía Paulista de Trenes Metropolitanos) con cuatro estaciones: Antônio João, en el barrio Aldeia de Barueri, Barueri, en el centro de la ciudad, Jardim Belval, en el barrio de mismo nombre y Jardim Silveira, también en el barrio de mismo nombre.
La ciudad ganó notoriedad nacional a través del deporte. Con la construcción del Arena Barueri, la ciudad pasó a albergar importantes eventos deportivos y el club Grêmio Barueri compitió en la Serie A del campeonato brasileño de 2009.

## Historia
Muchos creen que Baruerí significa "flor roja que encanta" en Tupí–Guaraní debido a que en la región había muchos hibiscos de ese color, sin embargo el origen de la palabra está en el vocablo tupí 'mbaruery' que significa río de descenso o río de cascadas. De acuerdo a lo señalado por los historiadores, la historia oficial de Baruerí empieza el 11 de noviembre de 1560 con el establecimiento de la Capilla de Nuestra Señora de la Escalera por el misionero jesuita español José de Anchieta y sus nuevos asentamientos. La aldea creció hasta el punto de la construcción en 1870 de la línea de Tren Sorocabana que inició sus funciones en 1875 convirtiendo a Baruerí en un importante punto de conexión entre São Paulo, Santana de Parnaíba y Pirapora do Bom Jesus. Baruerí perteneció a la ciudad de Santana de Parnaíba hasta 1948 cuando, debido a su crecimiento, fue establecida como ciudad independiente el 24 de diciembre de 1948, sin embargo la alcaldía celebra como día feriado conmemorativo el 26 de marzo ya que en el 26 de marzo de 1949 se establecieron los primeros órganos de gobierno municipal baruerienses.

## Demografía
| Población histórica del municipio | Población histórica del municipio | Población histórica del municipio | Población histórica del municipio |
| Año                               | Población                         |                                   | %±                                |
| --------------------------------- | --------------------------------- | --------------------------------- | --------------------------------- |
| 1950                              | 10 447                            |                                   | —                                 |
| 1958                              | 28 710                            |                                   | 174,8%                            |
| 1960                              | 31 562                            |                                   | 9,9%                              |
| 1970                              | 37 808                            |                                   | 19,8%                             |
| 1980                              | 75 338                            |                                   | 99,3%                             |
| 1991                              | 130 799                           |                                   | 73,6%                             |
| 2000                              | 208 281                           |                                   | 59,2%                             |
| 2010                              | 240 749                           |                                   | 15,6%                             |
| 2022                              | 316 473                           |                                   | 31,5%                             |
| [ 3 ] [ 4 ] [ 5 ]                 |                                   |                                   |                                   |

## Economía
La línea aérea Azul Brasil tiene su sede en Barueri.

## Deportes
El equipo de fútbol más popular de la ciudad es el Grêmio Barueri, que juega en el Estadio José Eduardo Farah, el cual tiene una capacidad para 44 414 personas.
En el 2006, algunos partidos del Campeonato Mundial de Baloncesto Femenino se jugaron en la Arena Barueri.